# テレサ・デ・エンテンサ
テレサ・デ・エンテンサ（スペイン語：Teresa de Entenza, 1300年ごろ - 1327年10月27日）は、ゴンバウ・デ・エンテンサとコンスタンス・デ・アンティジョンの長女。自身の権利によりウルジェイ女伯（在位：1314年 - 1327年）となったが、領地の管理は後にアラゴン王となる夫アルフォンソ4世の手に渡った。

## 生涯
テレサの母方の大叔父ウルジェイ伯エルメンゴル10世は、ラ・リテラにおいて死去する前に、自身の正当な継承者であるテレサと結婚し10万スーを支払うことで、アラゴン王子アルフォンソをウルジェイ伯の継承者とすることに同意した。アルフォンソはこれを承諾し、1314年11月10日にリェイダ大聖堂においてテレサと結婚した。アルフォンソは結婚式の費用を惜しみなく使ったため、議会はアルフォンソが費やすことのできる金額に制限を課したといわれる。
1327年10月27日、テレサは息子サンチョの出産時にサラゴサで死去した。夫がアラゴン王となるわずか数日前のことであった。テレサはサラゴサのフランシスコ会教会に埋葬された。ウルジェイ伯位は息子ハイメが継承した。

## 子女
アルフォンソとの間に7子が生まれた。
- アルフォンソ（1315年 - 1317年）
- コンスタンサ（1318年 - 1346年） - 1336年にマヨルカ王ハイメ3世と結婚
- ペドロ4世（1319年 - 1387年） - アラゴン王
- ハイメ（1321年 - 1347年） - ウルジェイ伯、エンテンサおよびアンティジョンを継承。
- イサベル（1323年 - 1327年）
- ファドリク（1325年生） - 早世
- サンチョ（1327年） - 生まれて数日後に死去